# Petín (kommunhuvudort)
Petín är en kommunhuvudort i Spanien.   Den ligger i provinsen Provincia de Ourense och regionen Galicien, i den nordvästra delen av landet, 400 km nordväst om huvudstaden Madrid. Petín ligger 319 meter över havet och antalet invånare är 1 088.
Terrängen runt Petín är huvudsakligen kuperad, men österut är den bergig. Petín ligger nere i en dal. Runt Petín är det glesbefolkat, med 20 invånare per kvadratkilometer. Närmaste större samhälle är A Rúa, 3,0 km nordost om Petín. 